# Insufficienza surrenalica
L'insufficienza surrenalica è la condizione medica nella quale le ghiandole surrenali non producono sufficienti quantità di ormoni steroidei, ossia versano in uno stato di insufficienza d'organo; in genere le carenze più marcate riguardano la produzione del cortisolo, ma in alcuni casi l'insufficienza surrenalica consta anche di un importante deficit nella secrezione dell'aldosterone.
L'insufficienza surrenalica può anche insorgere quando l'ipotalamo o l'ipofisi non producono in sufficienti quantità gli ormoni regolatori della funzionalità dei surreni; si parla, in tal caso, di insufficienza surrenalica secondaria e questa è causata da un deficit di produzione ipofisaria dell'ormone adrenocorticotropo, oppure da un deficit di produzione ipotalamica dell'ormone di rilascio della corticotropina.
La forma cronica più comune, nonché più grave, di insufficienza surrenalica è la malattia di Addison; essa, se non trattata, dà luogo ad un quadro clinico caratterizzato da forti dolori addominali, diarrea, vomito, astenia, debolezza muscolare, ipotensione, perdita di peso, alterazioni comportamentali e, nei casi più severi e complicati da una situazione contingente di profondo stress nel paziente (dovuto ad interventi chirurgici o infezioni gravi), uno stato di shock, spesso mortale, chiamato crisi addisoniana.